# Drymoluber apurimacensis
Espèce
Drymoluber apurimacensis est une espèce de serpents de la famille des Colubridae.

## Répartition
Cette espèce est endémique du Pérou. Elle se rencontre dans la région d'Apurímac, entre 1 920 et 3 300 m d'altitude.

## Étymologie
Son nom d'espèce, composé de apurimac et du suffixe latin -ensis, « qui vit dans, qui habite », lui a été donné en référence au lieu de sa découverte.

## Publication originale
- Lehr, Carrillo & Hocking, 2004 : New species of Drymoluber (Reptilia: Squamata: Colubridae) from Southeastern Peru. Copeia, vol. 2004, n. 1, p. 46-52 (introduction).